# Loreto (metropolitana di Milano)
Loreto è una stazione delle linee M1 ed M2 della metropolitana di Milano.

## Storia
La stazione fu costruita come parte della prima tratta, da Sesto Marelli a Lotto, della linea M1 della metropolitana di Milano, entrata in servizio il 1º novembre 1964.
Il 27 settembre 1969 entrò in servizio la prima tratta, da Caiazzo a Cascina Gobba, della linea M2; da tale data la stazione di Loreto costituisce un punto d'interscambio fra le due linee. Loreto fu la prima stazione della rete metropolitana milanese ad essere servita da due linee e, insieme alle stazioni di Porta Venezia, Duomo e Cadorna FN, era stata predisposta fin dalle origini a tale scopo, tuttavia fu l'unica di tali stazioni a servire il suo scopo come previsto. L'interscambio a Cadorna FN fu rimaneggiato per un errore di progettazione risalente al 1964, l'interscambio con la linea M3 a Duomo fu costruito in una diversa collocazione e quello con la linea M4 a Porta Venezia non avvenne mai. Porta Venezia divenne in seguito una stazione di interscambio con il passante ferroviario di Milano, ma il passante fu costruito sotto viale Tunisia anziché viale Vittorio Veneto.
Nel 2008, nel contesto del Progetto Rinnovo Stazioni di ATM, è iniziata la riqualificazione della stazione, modificando lievemente l'originale progetto grafico dell'olandese Bob Noorda. L'operazione di restyling, coordinata dall'architetto napoletano Cherubino Gambardella, nonostante fosse prevista per essere completata nel mese di marzo 2009, è stata completata nel 2011.

## Struttura e impianti
La stazione della linea M1 è una stazione sotterranea a due binari, uno per ogni senso di marcia, serviti da due banchine laterali. L'impianto si trova sotto corso Buenos Aires, e si estende fra piazzale Loreto e piazza Argentina.
La stazione della linea M2 ha anch'essa due binari serviti da due banchine laterali, e si trova sotto via Stradivari. Le due stazioni sono collegate da un sistema di scale.
La stazione è fornita di un sistema di mezzanini particolarmente ampi, costruiti in previsione dell'interscambio fra le due linee.

## Interscambi
Nelle vicinanze della stazione effettuano fermata alcune linee urbane, filoviarie ed automobilistiche, gestite da ATM. La stazione, inoltre, era provvista di un interscambio con la rete tranviaria in viale Abruzzi fin dalla sua inaugurazione: la linea 33, l'ultima a effettuare questo interscambio, è stata deviata su un altro percorso il 14 giugno 2010.
- Fermata filobus (Loreto M1 M2, linee 90 e 91)
- Fermata autobus

## Galleria d'immagini

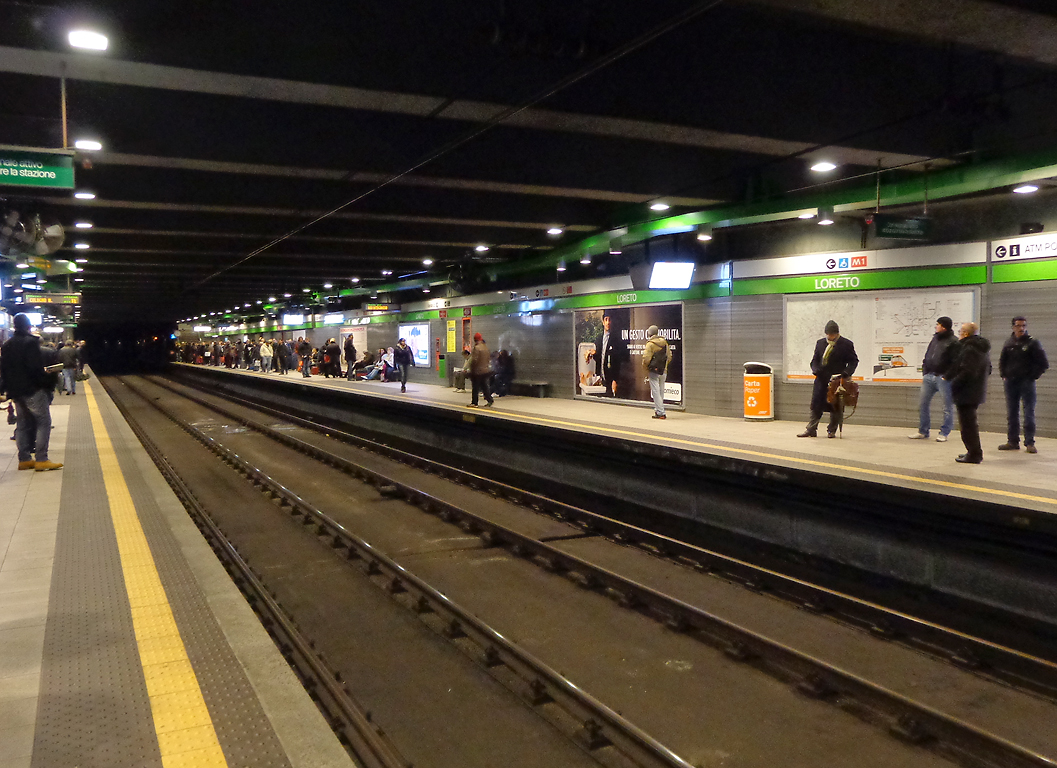
La stazione della linea M2

## Servizi
La stazione dispone di:
- Accessibilità per portatori di handicap
- Ascensori
- Scale mobili
- Emettitrice automatica biglietti
- Stazione videosorvegliata